# Vetterli-Vitali Mod. 1870/87/16
Il Fucile Vetterli-Vitali Mod. 1870/87/16 fu un fucile a otturatore girevole-scorrevole in calibro 6,5 x 52 mm, in dotazione alle forze armate del Regno d'Italia.

## Storia
Il Fucile Mod. 1870/87/16 fu la terza e ultima variante, sviluppata per il Regio Esercito, della famiglia di armi denominata Vetterli Mod. 1870. Quest'ultimo era a sua volta una versione italiana del fucile svizzero Vetterli, e consisteva in un'arma a colpo singolo in calibro 10,35 × 47 mm R. Nel corso degli anni ottanta del XIX secolo, lo stato maggiore italiano si rese conto che le truppe sarebbero state oltremodo svantaggiate rispetto alle potenze straniere, già armate di fucili a ripetizione. Dopo alcuni esperimenti (come il Vetterli-Bertoldo Mod. 1870/82 e il successivo Vetterli-Ferracciù mod. 1870/90 per la Regia Marina), si decise quindi di apportare una modifica agli esistenti Vetterli Mod. 1870, dotandoli di un caricatore fisso dalla capacità di quattro colpi, sempre nel calibro 10,4 mm. Questa variante venne denominata Vetterli-Vitali Mod. 1870/87: "Vitali" perché fu il generale (ed allora capitano) Giuseppe Vitali a idearne la modifica, "87" perché il 1887 fu appunto l'anno dell'introduzione di questa variante.
Nel corso dell'ultimo decennio dell'800 venne introdotto il fucile Carcano Mod. 91 in piccolo calibro a polvere infume 6,5 × 52 mm, un'arma decisamente moderna rispetto ai suoi predecessori. Dotata di un caricatore sistema Mannlicher dalla capacità di sei colpi, questa fu l'arma principale con cui il fante italiano entrò nel primo conflitto mondiale. 
Ma in previsione delle enormi necessità belliche, lo stato maggiore italiano dovette escogitare,  già prima dell'entrata in guerra, un sistema per supplire rapidamente alle mancanze di armi. Una delle soluzioni fu di convertire i vecchi Vetterli-Vitali Mod. 1870/87 alla munizione d'ordinanza dalle forze armate, 6,5 × 52 mm Mannlicher-Carcano, dotandoli anche di un caricatore che operasse con la stessa alimentazione del Carcano Mod. 91 — cioè a piastrine da sei colpi. Nacque così il Vetterli-Vitali Mod. 1870/87/15 (arsenale Roma) e il Vetterli-Vitali Mod. 1870/87/16 (arsenali Brescia e Terni), che durante la prima guerra mondiale fu dato in dotazione alle milizie, l'artiglieria, la fanteria ausiliare ed i non-combattenti delle retrovie. Restò in servizio fino al termine della seconda guerra mondiale, come arma di emergenza in dotazione a truppe regolari italiane e in mano a corpi coloniali.

## Descrizione
Invece di rimpiazzare la canna del vecchio modello 1870/87, si adottò un processo di alesatura e tubatura della canna, noto come Metodo Salerno, dal nome dell'ufficiale di Terni che ne deteneva il brevetto. Questa tecnica consentiva, in seguito ad alesatura della canna originale, di inserire e far aderire tramite pressione un'anima calibro 6,5 mm all'interno della canna esistente. Per accomodare il caricatore a sei colpi tipo Mannlicher, si dovettero apportare alcune modifiche al calcio, come due spinotti di legno per riempire i due spazi laterali creati dalla rimozione del vecchio caricatore 10,4 mm che era alquanto più largo. Dato che la forma esterna della canna del vecchio modello non fu alterata, si riutilizzò per questa nuova variante la baionetta (ad innesto laterale) Mod. 1870/87, accorciando la lama ad una lunghezza consistente con quella del Carcano Mod. 91, ottenendo la Mod. 1870/87/16. Le parti anteriori delle baionette, invece di essere fuse, vennero riutilizzate per produrre pugnali d'assalto, noti soprattutto per essere stati utilizzati dai reparti Arditi. Questa conversione si rivelò tanto semplice e veloce che si convertirono in tutto circa 700 000 dei vecchi Fucili Vetterli-Vitali 1870/87.
L'unico problema tecnico era il fatto che un fucile nato nel 1870, quindi a polvere nera, non poteva certo sopportare un uso costante di munizioni con la pressione generata dal calibro 6,5 x 52 mm. Per questo, i collezionisti di oggi che possiedono un Vetterli-Vitali Mod. 1870/87/16 e desiderano farne uso al poligono non dovrebbero utilizzare che cartucce a bassa pressione, pena incrinatura dei metalli relativamente fragili con possibili pericoli (anche gravi) al tiratore.